# GRB 030329
GRB 030329 è stato un lampo gamma (GRB o gamma-ray burst) rilevato il 29 Marzo 2003 alle 11:37 UTC nella costellazione del Leone. Un gamma-ray burst è un lampo luminoso associato ad un'esplosione in una distante galassia e alla produzione di raggi gamma, la più energetica forma di radiazioni elettromagnetiche, esso è spesso seguito da un bagliore (o "afterglow") di lunga durata emesso a più alte lunghezze d'onda (raggi X, ultravioletti, luce, infrarossi, e onde radio). GRB 030329 è stato il primo lampo il cui bagliore ha con certezza mostrato caratteristiche di una supernova, confermando l'esistenza di una relazione tra i due fenomeni.

## Osservazione
GRB 030329 è stato il primo di una serie di tre lampi gamma rilevati il 29 Marzo 2003. Gli altri due sono stati denominati GRB 030329A e GRB 030329B. GRB 030329 è stato rilevato da più strumenti a bordo dell'HETE alle 11:37 UTC ed è durato approssimativamente 25 secondi. L'afterglow luminoso del lampo è stato osservato per la prima volta dal Siding Spring Observatory meno di due ore dopo che il lampo è stato rilevato. Il suo bagliore a raggi X invece è stato per la prima volta rilevato dal RXTE circa cinque ore dopo. L'afterglow radio è stato rilevato per la prima volta dal Very Large Array e, al momento della scoperta, era il bagliore radio più luminoso mai osservato. Il lampo è stato localizzato in coordinate di ascensione retta (R.A.) di 10h 44m 49,95957s e con una declinazione (Dec.) di +21° 31′ 17,4375″ e un redshift z di 0,1685,corrispondente ad una distanza di 587 Mpc.

## Relazione con la Supernova SN 2003dh
La distanza di GRB 030329 dalla Terra ha fatto in modo che il suo bagliore fosse studiato con grande accuratezza. Uno spettro preso dal bagliore luminoso del 6 Aprile 2003 ha mostrato picchi di lunghezze d'onda comprese tra 570 nm e 470 nm. Questo spettro è stato riprodotto attraverso la combinazione della distribuzione della legge di potenza con lo spettro della supernova SN 1998bw. Queste caratteristiche simili a quelle di una supernova si sono poi sviluppate nelle settimane successive al lampo iniziale. Osservazioni ottiche effettuate all'Osservatorio di Kitt Peak hanno mostrato che il bagliore luminoso è stato più luminous di quanto fosse stato previsto dal decadimento della legge di potenza avrebbe, uno scostamento che sarebbe potuto essere spiegato dalla somma di una luce addizionale proveniente da una supernova . Il 10 Aprile 2003, la NASA ha annunciato che il GRB 030329 ha dimostrato definitivamente il collegamento tra i lampi gamma e le supernove. La supernova è stata successivamente denominata SN 2003dh.